# Puppet (Software)
Puppet ist ein Administrationsprogramm für das automatisierte Software-Configuration-Management mehrerer Computer über das Netzwerk.
Konfigurationsparameter können etwa die Installation von Software, Datensynchronisation oder das Ausführen von Programmen sein.
Puppet ist Open Source und prinzipiell plattformübergreifend, unterstützt werden jedoch insbesondere unixoide Betriebssysteme wie Unix, Linux und FreeBSD. Die Unterstützung für Microsoft Windows ist in den letzten Jahren beinahe äquivalent zu den unixoiden Betriebssystemen.

## Entwicklung
Puppet ist in der Programmiersprache Ruby geschrieben.
Es existiert seit 2005 und wird von der Firma Puppet Labs entwickelt, die zu diesem Zweck gegründet wurde.
Hauptentwickler ist von Beginn an Luke Kanies.
Puppet ist eine freie Software und steht ab Version 2.7.0 unter der Apache License 2.0, davor unter der GPL.
Ende Januar 2013 gab die Firma Puppet Labs bekannt, dass VMware im Rahmen einer strategischen Partnerschaft 30 Millionen US-Dollar in die Weiterentwicklung von Puppet investiert.

## Funktionsprinzip
Puppet arbeitet nach dem Client-Server-Prinzip.
Auf dem Server läuft ein zentraler Puppet-Daemon (puppetmaster), der die Konfigurationen der Rechner vorhält und auf Anfrage via REST-API austeilt.
Auf den Clients läuft je ein Puppet-Agent, der sich die Konfiguration vom Server holt und dann die Unterschiede der auf dem Client befindlichen zur gewünschten Konfiguration errechnet und anschließend entsprechende Änderungen vornimmt.
Ein Systemadministrator kann mit Puppet an zentraler Stelle die Konfiguration von an seinem Netzwerk angeschlossenen Rechnern verwalten.
Dazu legt dieser über „Puppet-Manifeste“ deklarativ den gewünschten Zustand eines Subsystems fest, den Puppet dann beim Ablauf umsetzt.
Deklarationen können konditioniert erfolgen.
Insbesondere kann das zu Puppet gehörige Zusatzprogramm facter verwendet werden, um Systemeigenschaften zu ermitteln, beispielsweise die Prozessorarchitektur, das Betriebssystem, oder ob die Puppet-Instanz auf einer virtuellen Maschine läuft.

## Verbreitung
Puppet eignet sich sowohl für einzelne Rechner als auch für große Rechnerverbünde.
Viele Organisationen, Firmen, Schulen und Universitäten verwenden Puppet, um die Konfiguration ihrer Server zu verwalten, darunter die Wikimedia Foundation, Google, Sun/Oracle, die Stanford University und die Harvard Law School.
Die Mailingliste zu Puppet hatte im Januar 2013 mehr als 5.000 Mitglieder.

## Monitoring: Puppet Dashboard und Foreman

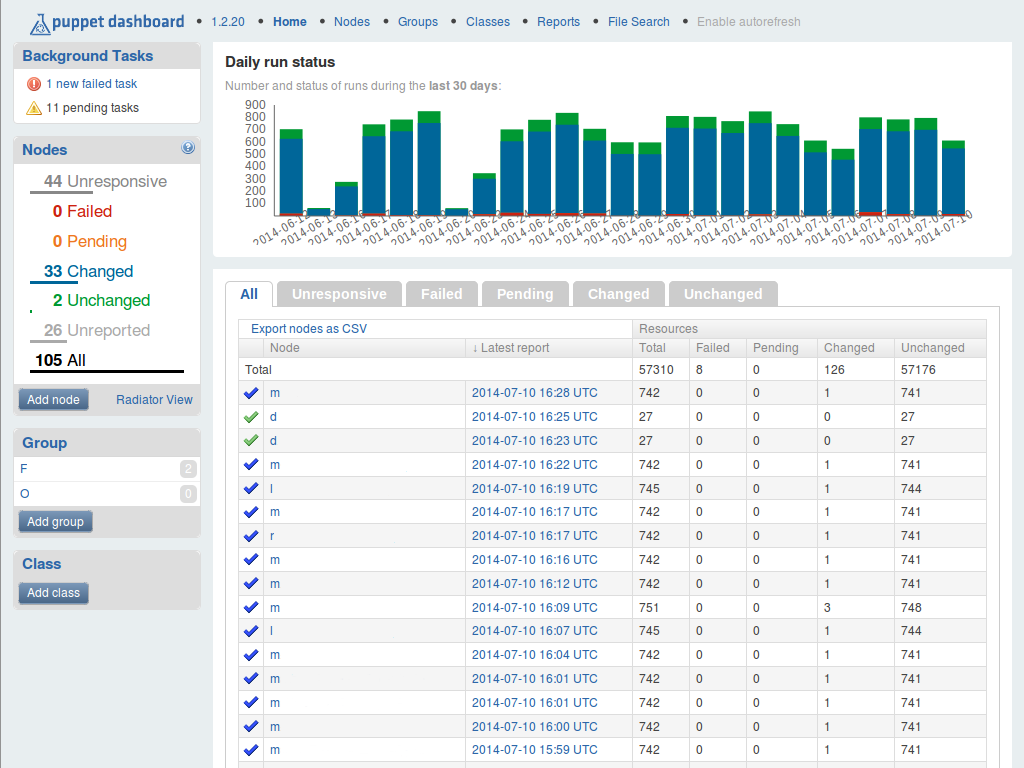
puppet dashboard startseite

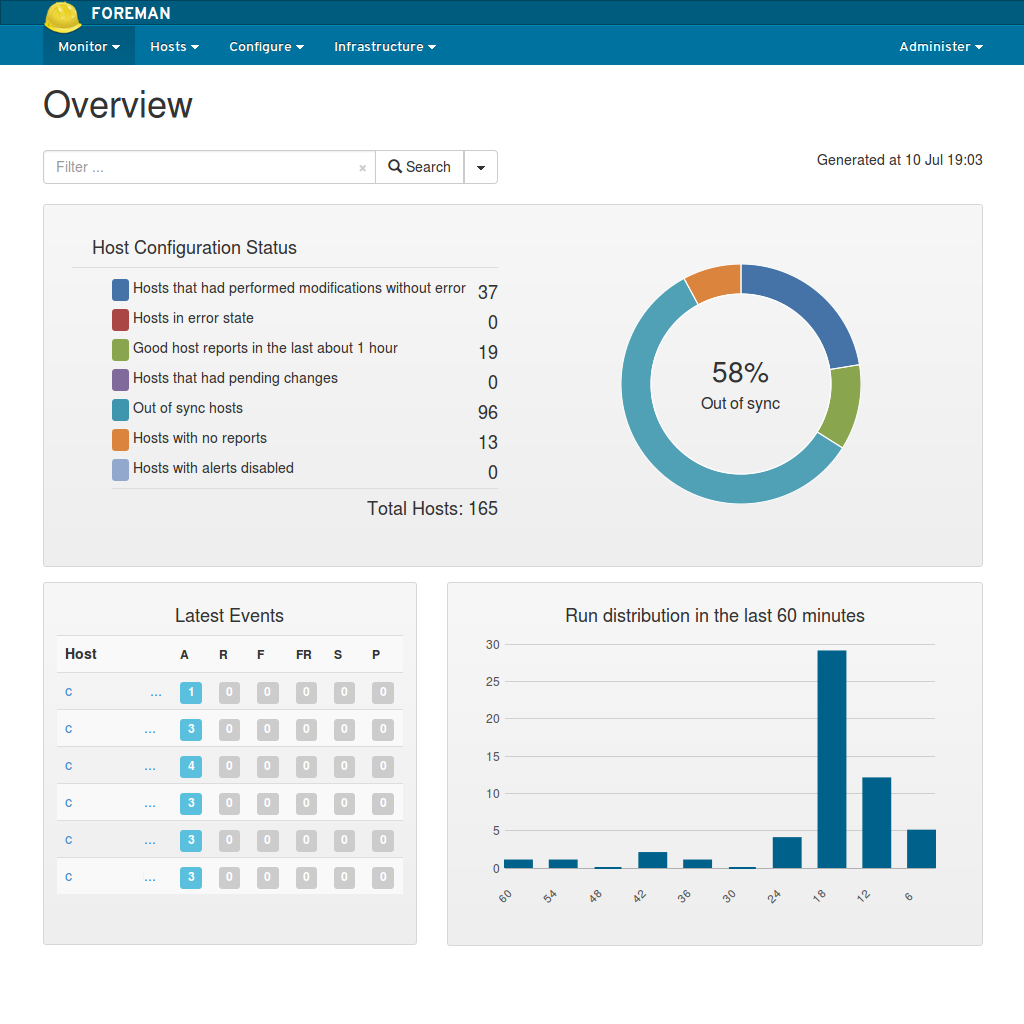
the foreman startseite

Puppet-Durchläufe können mit den separaten Programmen puppet dashboard oder foreman visualisiert werden.
Diese lassen übersichtlich auf einer Web-Oberfläche Puppet-Reports darstellen.
Hiermit lassen sich schnell Probleme bereitende Rechner identifizieren und eine zeitnahe Problembehebung einleiten.

### Notwendigkeit
Da Puppets Stärke darin liegt, große Systeme mit vielen Rechnern automatisiert zu verwalten, steht der Sysadmin vor der Aufgabe, dennoch den Überblick zu bewahren.
Nicht immer läuft ein Puppet-Durchlauf reibungslos ab.
Die Tendenz zu Fehlern liegt in heterogenen Systemen mit vielen verschiedenen Rechnermodellen und unterschiedlichen Nutzungsprofilen.
Die Gründe hierfür sind vielfältig (z. B. volle Festplatten, unerwartete dpkg-Abbrüche) und können oder sollen sicherheitshalber nicht automatisiert behoben werden.
Sofern Puppet noch lauffähig ist, versucht es zwar, alle Konfigurationen vorzunehmen, sobald jedoch ein aufgerufenes Programm einen unerwarteten Rückgabewert zurückgibt, wird der Puppet-Run als failed bewertet (verbleibende Tasks werden dennoch aufgerufen).
Die Ausgabe – ein puppet-report – eines jeden Puppet-Runs wird YAML-ausgezeichnet zurück an den Puppet-Master gesandt.
Die Reports werden vom Puppet-Master-Host geholt und in eine Datenbank eingetragen, um eine schnelle webbasierte Darstellung zu ermöglichen. Sie können zudem mit einer Monitoring-Software überwacht werden.